# Hamid Ahmidan
Hamid Ahmidan (Marruecos, 1977) es un terrorista que estaba integrado en la célula que organizó y ejecutó los atentados del 11 de marzo de 2004 en Madrid, primo del también terrorista fallecido en Leganés, Jamal Ahmidan El Chino.
Durante el juicio, fue acusado de pertenencia a banda armada y tenencia de sustancias nocivas para la salud, siendo condenado a 23 años de prisión por la Audiencia Nacional, aunque el Tribunal Supremo, al resolver en julio de 2008 los recursos de casación presentados, rebajó la condena a 12 años al absolverle de tenencia de sustancias nocivas.
Hamid quedó libre el 21 de marzo de 2017 e inmediatamente fue expulsado a Marruecos, donde seguía teniendo una condena pendiente por tráfico de drogas. Actualmente, Hamid vive en Tánger.